# Gilles (Frankrijk)
Gilles is een gemeente in het Franse departement Eure-et-Loir (regio Centre-Val de Loire) en telt 567 inwoners (2005). De plaats maakt deel uit van het arrondissement Dreux.

## Geografie
De oppervlakte van Gilles bedraagt 7,3 km², de bevolkingsdichtheid is 77,7 inwoners per km².
De onderstaande kaart toont de ligging van Gilles (Frankrijk) met de belangrijkste infrastructuur en aangrenzende gemeenten.

## Demografie
Onderstaande figuur toont het verloop van het inwonertal (bron: INSEE-tellingen).